# Medicine Park
Medicine Park é uma cidade  localizada no estado norte-americano de Oklahoma, no Condado de Comanche.

Esta cidade fica localizada nas Montanhas Wichita.

## Demografia
Segundo o censo norte-americano de 2000, a sua população era de 373 habitantes.
Em 2006, foi estimada uma população de 366, um decréscimo de 7 (-1.9%).

## Geografia
De acordo com o United States Census Bureau tem uma área de
4,4 km², dos quais 4,3 km² cobertos por terra e 0,1 km² cobertos por água.

## Localidades na vizinhança
O diagrama seguinte representa as localidades num raio de 24 km ao redor de Medicine Park.